# Lygosoma
Lygosoma — род ящериц из семейства сцинковых, обычно называемых гибкими сцинками или извивающимися сцинками. Lygosoma — типовой род подсемейства Lygosominae. У них сильно вытянутое тело с короткими конечностями, поэтому они передвигаются извиваясь, как змеи, но более медленно и неуклюже.

## Ареал
Виды рода Lygosoma встречаются в Индии и Юго-Восточной Азии.

## Таксономия
В конце 19-го и начале 20-го века род Lygosoma использовался как «мусорный таксон», к которому относили почти каждого вновь описанного сцинка.
Какие именно виды содержатся в этом роде, является спорным из-за его неразрешенной исторической связи с двумя другими близкородственными родами: Mochlus и Lepidothyris. В настоящее время в роде Lygosoma известно 16 видов, в Mochlus 15 известных видов и три известных вида в роде Lepidothyris. Однако некоторые виды в последних двух родах часто причисляются к Lygosoma, а Lygosoma недавно был признан парафилетичным к двум другим родам на основе филогенетических исследований. Чтобы прояснить эту путаницу, все виды (49), относящиеся к этим трем родам, классифицируются как Lygosoma s.l., а известные 16 видов в Lygosoma классифицируются как Lygosoma s.s..
После проведения обширного филогенетического анализа (генетического и молекулярного, видового древа и морфологического анализа) классификация Lygosoma s.l. была дополнительно пересмотрена и теперь включает четыре рода: Lygosoma (юго-восточноазиатские извивающиеся сцинки), Mochlus (африканские гибкие сцинки), Riopa (азиатские грацильные сцинки) и Subdoluseps gen. nov. (азиатские проворные сцинки). Было обнаружено, что род Lygosoma s.s. разделен на три клады, а не является монофилетической группой по отношению к другим родам в пределах Lygosoma s.l., что, в свою очередь, переименовало этот род в Lygosoma и он включает виды, общим предком которых является Lygosoma quadrupes. Также было обнаружено, что Mochlus парафилетичен к Lepidothyris, что делает его не монофилетической группой и в конечном итоге объединяет роды Mochlus и Lepidothyris в один род, Mochlus. Riopa был добавлен в группу недавно, около 11 лет назад и был поддержан как монофилетическая группа в пределах Lygosoma s.l., а Subdoluseps gen. nov. также является недавно добавленным в эту группу родом.

## Виды
Науке известны следующие виды:
- Lygosoma angeli (M.A. Smith, 1937)
- Lygosoma bampfyldei Bartlett, 1895
- Lygosoma boehmei Ziegler et al., 2007
- Lygosoma corpulentum M.A. Smith, 1921
- Lygosoma haroldyoungi (Taylor, 1962)
- Lygosoma isodactylum (Günther, 1864)
- Lygosoma kinabatanganense Grismer,Quah, Duzulkafly & Yambun, 2018
- Lygosoma koratense M.A. Smith, 1917
- Lygosoma opisthorhodum F. Werner, 1910
- Lygosoma peninsulare Grismer, Quah, Duzulkafly & Yambun, 2018
- Lygosoma quadrupes (Linnaeus, 1766)
- Lygosoma schneideri F. Werner, 1900
- Lygosoma siamense Siler, Heitz, Davis, Freitas, Aowphol, Termprayoon & Grismer, 2018
- Lygosoma singha (Taylor, 1950)
- Lygosoma tabonorum Heitz, Diesmos, Freitas, Ellsworth & Grismer, 2016
- Lygosoma veunsaiense Geissler, Hartmann & Neang, 2012

Биномиальное обозначение в скобках указывает на то, что вид изначально был описан не в роде Lygosoma.